# Melinda chamaensis
Melinda chamaensis är en tvåvingeart som beskrevs av Singh och Sidhu 2007. Melinda chamaensis ingår i släktet Melinda och familjen spyflugor. Inga underarter finns listade i Catalogue of Life.